# Laag-Keppel
Laag-Keppel ist ein kleiner Ort in der niederländischen Provinz Gelderland und liegt an der Oude IJssel. Laag-Keppel gehört zur Gemeinde Bronckhorst.

## Geschichte
Die Stadt Keppel erhielt 1404 Stadtrechte.

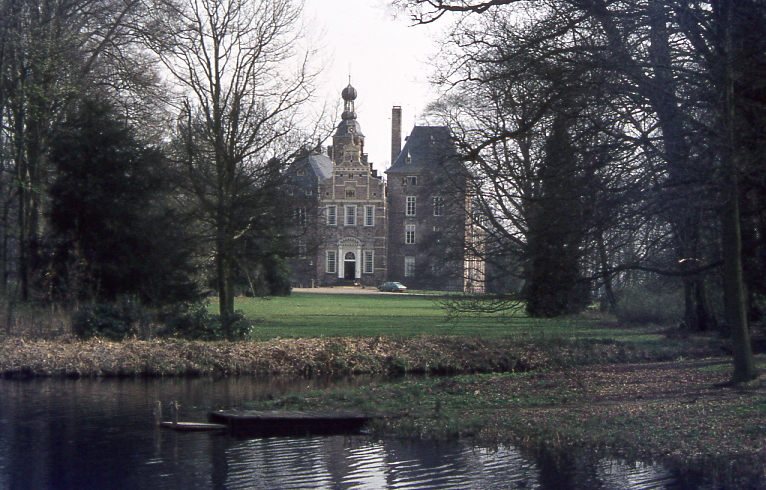
Schloss Keppel
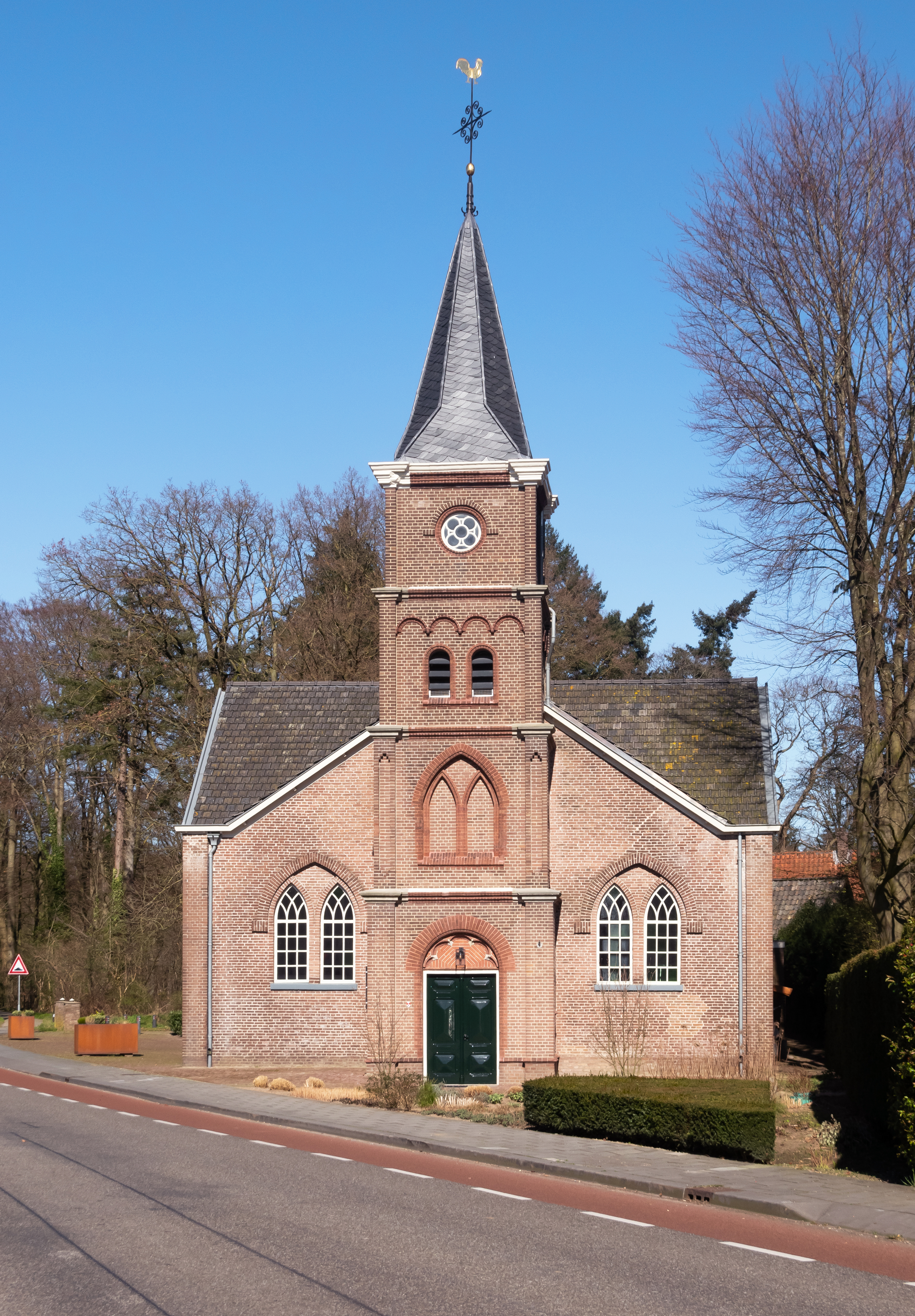
Laag Keppel, Kirche
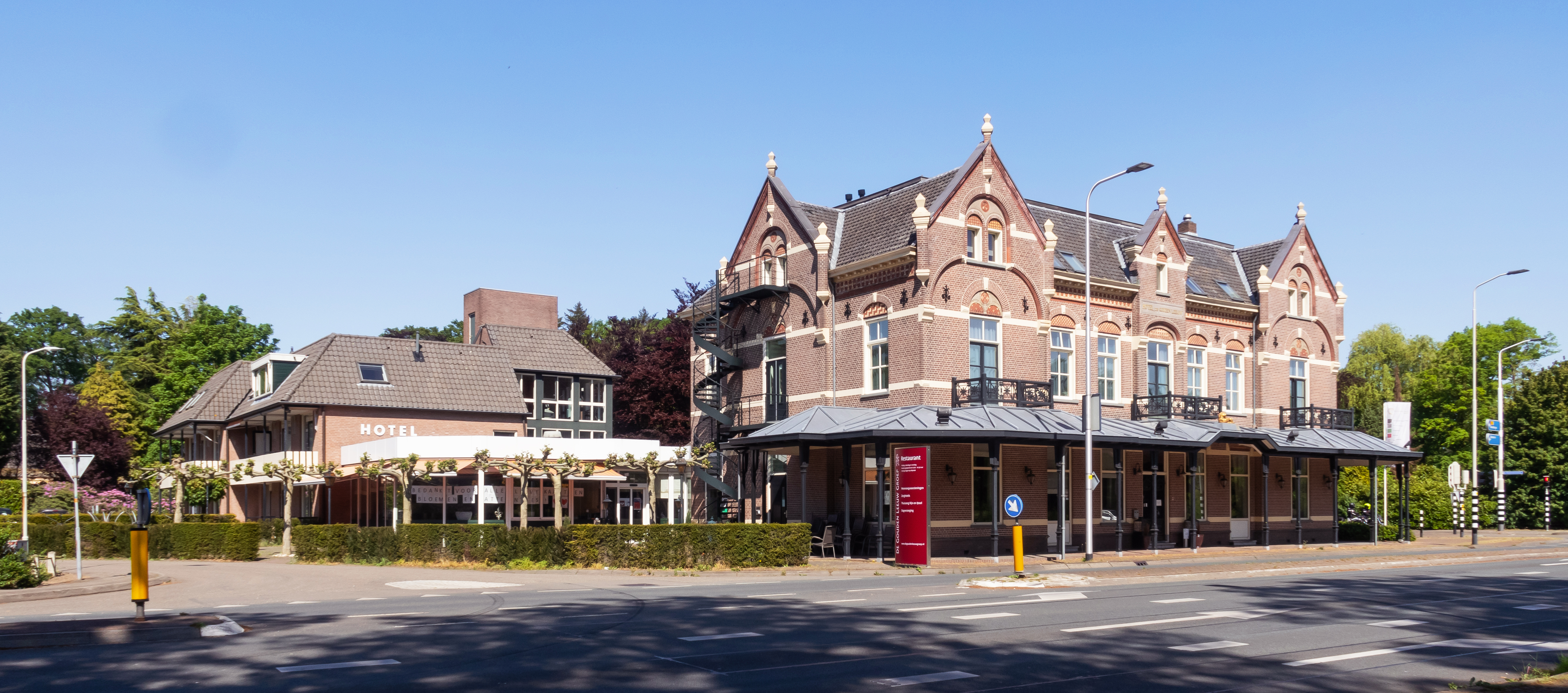
Laag Keppel, Hotel